# Salts al Campionat del Món de natació de 2017 – 10 metres plataforma masculí
La prova de 10 metres plataforma masculí al Campionat del món de 2017 es va celebrar els dies 21 i 22 de juliol de 2017.

## Resultats
La ronda preliminar es va iniciar el 21 de juliol a les 10:00. La semifinal es va celebrar el 21 de juliol a les 15:30. La final es va celebrar el 22 de juliol a les 17:00.
Verd denota finalistes
Blau denota semifinalistes
| Posició | Saltador              | Nacionalitat         | Preliminar | Preliminar | Semifinal   | Semifinal   | Final       | Final       |
| Posició | Saltador              | Nacionalitat         | Punts      | Posició    | Punts       | Posició     | Punts       | Posició     |
| ------- | --------------------- | -------------------- | ---------- | ---------- | ----------- | ----------- | ----------- | ----------- |
| 1       | Tom Daley             | Regne Unit           | 515.10     | 3          | 498.65      | 2           | 590.95      | 1           |
| 2       | Chen Aisen            | Xina                 | 553.50     | 1          | 488.55      | 3           | 585.25      | 2           |
| 3       | Yang Jian             | Xina                 | 521.65     | 2          | 441.75      | 11          | 565.15      | 3           |
| 4       | Aleksandr Bondar      | Rússia               | 436.30     | 10         | 509.10      | 1           | 484.80      | 4           |
| 5       | Maksym Dolhov         | Ucraïna              | 432.50     | 11         | 413.55      | 12          | 484.70      | 5           |
| 6       | David Dinsmore        | Estats Units         | 429.95     | 12         | 483.10      | 4           | 479.75      | 6           |
| 7       | Benjamin Auffret      | França               | 406.80     | 17         | 467.70      | 7           | 469.35      | 7           |
| 8       | Viktor Minibaev       | Rússia               | 466.30     | 5          | 463.40      | 8           | 463.60      | 8           |
| 9       | Randal Willars Valdez | Mèxic                | 441.85     | 8          | 463.25      | 9           | 452.35      | 9           |
| 10      | Woo Ha-ram            | Corea del Sud        | 441.30     | 9          | 442.60      | 10          | 435.60      | 10          |
| 11      | Ri Hyon-ju            | Corea del Nord       | 488.70     | 4          | 468.80      | 6           | 434.85      | 11          |
| 12      | Matty Lee             | Regne Unit           | 445.40     | 7          | 472.35      | 5           | 423.55      | 12          |
| 13      | Domonic Bedggood      | Austràlia            | 450.30     | 6          | 404.45      | 13          | No avançava | No avançava |
| 14      | Timo Barthel          | Alemanya             | 413.90     | 14         | 387.05      | 14          | No avançava | No avançava |
| 15      | Vladimir Barbu        | Itàlia               | 404.95     | 18         | 380.30      | 15          | No avançava | No avançava |
| 16      | Andrés Villarreal     | Mèxic                | 414.55     | 13         | 379.95      | 16          | No avançava | No avançava |
| 17      | Jesús Liranzo         | Veneçuela            | 407.55     | 16         | 373.05      | 17          | No avançava | No avançava |
| 18      | Declan Stacey         | Austràlia            | 409.45     | 15         | 305.00      | 18          | No avançava | No avançava |
| 19      | Vadim Kaptur          | Belarús              | 396.20     | 19         | No avançava | No avançava | No avançava | No avançava |
| 20      | Vincent Riendeau      | Canadà               | 389.25     | 20         | No avançava | No avançava | No avançava | No avançava |
| 21      | Ethan Pitman          | Canadà               | 386.50     | 21         | No avançava | No avançava | No avançava | No avançava |
| 22      | Vladimir Harutyunyan  | Armènia              | 375.50     | 22         | No avançava | No avançava | No avançava | No avançava |
| 23      | Florian Fandler       | Alemanya             | 375.05     | 23         | No avançava | No avançava | No avançava | No avançava |
| 24      | Kim Yeong-nam         | Corea del Sud        | 361.10     | 24         | No avançava | No avançava | No avançava | No avançava |
| 25      | Hyon Il-myong         | Corea del Nord       | 357.20     | 25         | No avançava | No avançava | No avançava | No avançava |
| 26      | Jordan Windle         | Estats Units         | 351.75     | 26         | No avançava | No avançava | No avançava | No avançava |
| 27      | Krisztián Somhegyi    | Hongria              | 349.85     | 27         | No avançava | No avançava | No avançava | No avançava |
| 28      | Kazuki Murakami       | Japó                 | 349.70     | 28         | No avançava | No avançava | No avançava | No avançava |
| 29      | Isaac Souza           | Brasil               | 348.90     | 29         | No avançava | No avançava | No avançava | No avançava |
| 30      | Mattia Placidi        | Itàlia               | 346.00     | 30         | No avançava | No avançava | No avançava | No avançava |
| 31      | Jeinkler Aguirre      | Cuba                 | 342.40     | 31         | No avançava | No avançava | No avançava | No avançava |
| 32      | Yusmandy Paz          | Cuba                 | 330.00     | 32         | No avançava | No avançava | No avançava | No avançava |
| 33      | Jonathan Chan         | Singapur             | 328.00     | 33         | No avançava | No avançava | No avançava | No avançava |
| 34      | Loïs Szymczak         | França               | 324.60     | 34         | No avançava | No avançava | No avançava | No avançava |
| 35      | Chew Yiwei            | Malàisia             | 323.85     | 35         | No avançava | No avançava | No avançava | No avançava |
| 36      | Juan Reyes            | Colòmbia             | 317.65     | 36         | No avançava | No avançava | No avançava | No avançava |
| 37      | Kevin García          | Colòmbia             | 313.85     | 37         | No avançava | No avançava | No avançava | No avançava |
| 38      | Youssef Ezzat         | Egipte               | 295.70     | 38         | No avançava | No avançava | No avançava | No avançava |
| 39      | Mohab Mohymen         | Egipte               | 293.55     | 39         | No avançava | No avançava | No avançava | No avançava |
| 40      | Frandiel Gómez        | República Dominicana | 282.10     | 40         | No avançava | No avançava | No avançava | No avançava |
| 41      | Vartan Bayanduryan    | Armènia              | 280.90     | 41         | No avançava | No avançava | No avançava | No avançava |
| 42      | Aurelian Dragomir     | Romania              | 278.35     | 42         | No avançava | No avançava | No avançava | No avançava |